# Грузино-узбекистанские отношения
Грузино-узбекистанские отношения — двусторонние дипломатические отношения между Грузией и Узбекистаном.

## Двухсторонние отношения

### Торговля и экономика
Визит Президента Грузии Э. А. Шеварднадзе в Узбекистан 4 сентября 1995 года способствовал расширению торгово-экономического сотрудничества между двумя странами. В ходе визита было подписано несколько соглашений о свободной торговле, о взаимном поощрении и защите инвестиций, о международных автомобильных перевозках, об обмене разрешениями на международные автомобильные перевозки, о выдаче и функционировании системы взаимодействия. Межгосударственные, межправительственные и межведомственные соглашения, подписанные в ходе визита президента Ислама Каримова в Грузию 27-28 мая 1996 года, укрепили эти рамки. Наиболее важными из них являются Декларация о расширении и углублении сотрудничества между Узбекистаном и Грузией и Основном соглашении об учреждении финансово-промышленных групп. Была создана совместная узбекско-грузинская комиссия для углубления двустороннего сотрудничества.
В 2000 году товарооборот между Узбекистаном и Грузией увеличился почти в три раза по сравнению с 1999 годом. В 2000 году в узбекистанском экспорте преобладали хлопковое волокно, энергоресурсы (продукты нефтепереработки), продовольствие, химикаты и пластмассы. Грузия экспортировала фрукты, орехи, кофе, чай, сладости, химические и штапельные волокна, чёрные металлы и изделия из них, оборудование для самолётов. Совместное грузино-узбекское предприятие Real-CL занимается торговой и посреднической деятельностью.
Внешнеторговый оборот между странами в 2017 году составил $71 млн, сократившись на $10 млн по сравнению с 2016 годом.
В марте 2017 года Тбилиси посетил председатель Сената Олий Мажлиса Узбекистана Садык Сафаев. В рамках визита состоялись встречи с представителями грузинского правительства и грузинского парламента. Были рассмотрены планы по масштабным инвестициям Узбекистана в экономику Грузии.
В мае 2018 года в Тбилиси состоялся совместный бизнес-форум Грузии и Узбекистана, в котором приняли участие представители 12 крупных узбекских и 70 грузинских компаний. В рамках форума была организована встреча представителей компаний обеих стран, где они могли наладить деловые отношения и обсудить перспективы дальнейшего сотрудничества.

### Транспорт и перевозки
В Узбекистане имеются представительства грузинских авиакомпаний Airzena (Грузинские авиалинии), Trans-Georgia End Kompani Limited, а в Грузии — Oʻzbek-Jorjian Trans K. Все эти кампании занимаются пассажирскими и грузовыми перевозками. Активно развивается транспортировка узбекских товаров через грузинские порты в третьи страны. В 1996 году было перевезено 100 000 тонн грузов, а в 1997 году — 285 000 тонн. Узбекистан также участвует в транзитном коридоре TRACECA Europe-Asia, который проходит через Грузию.

### Туризм
Согласно информации от МВД Грузии, с января по август 2017 года страну посетили 11 173 гражданина Узбекистана.

## Диаспоры
В настоящее время в Ташкенте действует общество дружбы «Узбекистан-Грузия» и культурный центр «Мегоброба». В 2000 году численность грузин в Узбекистане составляла около 1130 человек. В настоящее время, по разным оценкам, в Узбекистане проживает от 1000 до 4000 грузин, посольство Грузии находится в Ташкенте. Кроме того, в Узбекистане проживают грузинские футболисты-легионеры, которые становятся членами футбольных клубов Узбекистана. Одним из них является бывший капитан ташкентского «Пахтакора», а в сегодняшнее время игрок ташкентского «Локомотива» — Каха Махарадзе, нынешний главный тренер «Пахтакора» Шота Арвеладзе.